# 瓦爾哈拉連續殺人事件
《瓦爾哈拉連續殺人事件》（直译：違反）是一部由索爾澤·帕爾森（Thordur Palsson）開創，冰島國家廣播公司（RUV）和Netflix共同製作的電視影集，2019年12月26日在RUV首播，並於2020年3月13日在Netflix釋出。本劇是Netflix第二部冰島原創影集。

## 劇情
有著不堪過往的奧斯陸警探回到家鄉冰島，協助一名認真的警察追緝連續殺人犯，而案情與一張神祕的相片有關。

## 演員
- 妮娜·道格·菲利普斯多蒂爾（英语：Nína Dögg Filippusdóttir） 飾演 凱特（Kata）
- 比約·索爾斯 飾演 安納爾（Arnar）
- 貝格·艾比 飾演 艾林格（Erlingur）
- 奧迪絲·阿瑪·漢默頓 飾演 迪莎（Dísa）
- 席古爾·斯科拉森 飾演 麥格努斯（Magnús）
- 緹娜·哈夫斯多蒂爾 飾演 海爾加（Helga）
- 阿迪斯·赫恩·艾格斯多蒂爾 飾演 赫格倫（Hugrún）
- 艾達·碧爾文斯多媞（英语：Edda Björgvinsdóttir） 飾演 絲華娃（Svava）
- 瓦盧爾·弗雷耶·艾納森 飾演 艾耶吉（Egill）
- 戴蒙·楊格 飾演 瑞格納（Ragnar）

## 集數

### 第1季
| 集數 （季） | 標題     | 上線日期       |
| --- | -------- | -------------- |
| 1 | 前所未見 | 2019年12月26日 |
| 雷克雅維克的港口發生殘忍的兇殺案後，一名野心勃勃卻不得志的警探受命追查兇手。                                   |          |                |
| 2 | 歸來     | 2020年1月2日   |
| 一位新警探加入團隊後，警方將注意力轉移到一名受害者任性的兒子身上，尋找與另一名受害者的關聯。                   |          |                |
| 3 | 瓦爾哈拉 | 2020年1月9日   |
| 目擊者提供警方迫切需要的線索，內容卻令人百思不得其解。安納爾在新錄像中仔細地尋找蛛絲馬跡。凱特越來越擔心兒子。 |          |                |
| 4 | 疤痕     | 2020年1月16日  |
| 安納爾痛失至親，而凱特做出越矩的行為。一場電視轉播的訪問使破案的公眾壓力與日俱增。                             |          |                |
| 5 | 近在眼前 | 2020年1月23日  |
| 凱特和安納爾在尋找嫌犯方面取得進展，走漏給媒體的消息卻使調查工作和某些人的性命面臨危機。                       |          |                |
| 6 | 藏匿處   | 2020年1月30日  |
| 就在瓦爾哈拉一案似乎全案告破之際，安納爾察覺這樁連環殺人案中有幾處異常矛盾。                                   |          |                |
| 7 | 十字路口 | 2020年2月6日   |
| 新的證據使凱特和哈肯陷入險境，他們向上級提出了大膽的要求。另一方面，安納爾重新審視他的家人。                   |          |                |
| 8 | 暗夜野獸 | 2020年2月13日  |
| 關於瓦爾哈拉令人髮指的真相終於大白，罪魁禍首為了逃避刑責，開始採取極端的手段。                                 |          |                |

## 外部連結
- 官方网站
- 在Netflix上觀看《瓦爾哈拉連續殺人事件》
- 互联网电影数据库（IMDb）上《瓦爾哈拉連續殺人事件》的资料（英文）
- 豆瓣电影上《瓦爾哈拉連續殺人事件》的資料 （简体中文）